# Ryde (Midden-Jutland)
Ryde is een plaats (by) in de Deense regio Midden-Jutland, en maakt deel uit van de gemeente Holstebro. Ryde telt 222 inwoners (2007).